# Louis IV de Wurtemberg
Pour les articles homonymes, voir Louis IV et Louis de Wurtemberg.
Louis de Wurtemberg-Urach (1412-1450), était le premier fils du comte Eberhard IV de Wurtemberg et d'Henriette d'Orbe-Monfaucon, comtesse de Montbéliard.
Il fut seul comte de Wurtemberg de 1419 à 1433, où il partagea le titre avec son frère Ulrich (Ulrich V de Wurtemberg), puis de 1442 à sa mort, sous le nom de Louis IV de Wurtemberg. Il fut aussi comte de Montbéliard de 1444 à sa mort.

## Biographie
Louis n'avait que sept ans à la mort de son père 1419. Durant sa minorité, sa mère Henriette d'Orbe régna seule sur le Wurtemberg et le comté de Montbéliard. À sa majorité, elle ne lui céda que le Wurtemberg. Elle continua à diriger le comté de Montbéliard et toutes ses dépendances, qu'elle tenait de son grand-père Étienne de Montfaucon. En 1442, elle stipula dans son testament qu'il devait revenir à sa fille Anne, ce qui allait à l'encontre des règles de primogéniture mâle. Ses deux fils la « séquestrèrent » dans le château de Nürtingen. Elle y resta six mois, jusqu'à ce que leur sœur acceptât de renoncer à ce legs.
Sur les pressantes suppliques de ses beaux-frères (Thiébaut VIII de Neufchâtel-en-Bourgogne et Louis de Chalon-Arlay), Henriette fut libérée de sa geôle, et un nouveau traité fut signé : Le document lui garantissait la possession du comté de Montbéliard avec toutes ses dépendances, sous réserve qu'elle ne l'aliénerait ni en totalité ni en partie, et qu'à son décès il passerait à ses deux fils, à l'exclusion de la comtesse Anne, leur sœur.
Au décès d'Henriette (1444), les deux frères régnèrent ensemble sur Montbéliard. Deux ans plus tard, ils décidèrent le partage de tout l'héritage de leur mère. Louis prenait en ses états le comté de Montbéliard ; à Ulrich revenait une partie du Wurtemberg assortie d'une somme de 40 000 florins que son frère lui accordait. Leur sœur Anne, pour sa renonciation, reçut un legs important.
Louis Ier mourut en 1450.

## Descendance
Louis IV de Wurtemberg épousa Mathilde du Palatinat (fille de Louis III du Palatinat, électeur du Rhin)
Cinq enfants sont nés de cette union :
- Mathilde de Wurtemberg (morte en 1495), en 1454 le landgrave Louis II de Hesse
- Andreas de Wurtemberg (1443-1443)
- Louis V de Wurtemberg (1439-1457), comte de Wurtemberg de (1450 à 1457)
- Eberhard V de Wurtemberg dit "le Barbu" (1445-1496), comte de Wurtemberg de 1450 à 1495, comte de Montbéliard de 1454 à 1473, puis duc de Wurtemberg de 1495 à 1496) (Eberhard Ier duc de Wurtemberg).
- Élisabeth de Wurtemberg (1447-1505), en 1470 elle épousa le comte Henri von Stolberg.